# Thomas Hagelskjær
Thomas Hagelskjær (født 4. februar 1995 i København) er en dansk fodboldspiller, der spiller for Aarhus Fremad, hvortil han kom fra Vejle Boldklub som målmand. Han har spillet over 20 kampe på de forskellige ungdomslandshold. 
Hagelskjær er uddannet jurist og arbejder på fuldtid som advokatfuldmægtig.

## Klubkarriere
Hagelskjær spillede i Hjortshøj-Egaa Idrætsforening (HEI), indtil han i 2009 skiftede til AGF.

### AGF
Thomas Hagelskjær kom til AGF i 2009 og har spillet i ungdomsrækkerne siden. Hans sidste kontrakt gik til sommeren 2018. Han nåede dog aldrig at få officiel debut for AGF's førstehold.
Hagelskjær var til prøvetræning i tyske Werder Bremen i 2012, engelske Everton F.C. i 2013 og franske AS Monaco i 2015.

### Vejle Boldklub
Tre dage efter at Hagelskjær var vendt hjem fra U21-EM, offentliggjorde Vejle Boldklub, at klubben havde købt Hagelskjær og skrevet en to-årig kontrakt med ham.
Han fik sin første ligakamp for klubben, da han den 24. april 2018 blev skiftet ind med ni minutter igen af topkampen mod Esbjerg fB. Førstemålmanden Pavol Bajza fik rødt kort, og Hagelskjær erstattede ham og medvirkede dermed til, at Vejle holdt fast i føringen på 1-0. Han spillede de efterfølgende to kampe og opnåede dermed tre ligakampe i sæsonen 2017/2018 for Vejle Boldklub, som sluttede med at rykke op i Superligaen.
Da han i efteråret 2020 ikke længere var sikker på spilletid i Vejle, blev han udlejet til 2. divisionsklubben Aarhus Fremad.

### Aarhus Fremad
Samtidig med at lejemålet udløb i sommeren 2021, udløb også hans kontrakt med Vejle, og han fik derpå kontrakt med Fremad. Denne blev i foråret 2022 forlænget, så den løb til sommeren 2023.

## Landsholdskarriere
Thomas Hagelskjær har spillet på alle de danske ungdomslandshold. Han har haft flest kampe på U/17-landsholdet (ni). Han var udtaget som reserve til OL-landsholdet ved OL i Rio 2016 og rejste med truppen til Brasilien, men kom ikke i kamp. Han var ligeledes med ved U/21-EM i 2017, men kom heller ikke her på banen.